# Крылатов, Евгений Павлович
Евге́ний Па́влович Крыла́тов (23 февраля 1934, Лысьва, Свердловская область — 8 мая 2019, Москва) — советский и российский композитор, пианист. Автор музыки более чем к 160 фильмам и мультфильмам. Член Союза композиторов, Союза кинематографистов и Союза театральных деятелей. Народный артист РФ (1994). Лауреат Государственной премии СССР (1982) и Премии президента РФ (2015).

## Биография
Родился 23 февраля 1934 года в городе Лысьва в рабочей семье Павла Евгеньевича (р. 1908) и Зои Николаевны (1912—1969) Крылатовых.
Когда Крылатову было два года, семья переехала в Мотовилиху — рабочий пригород Перми, где его родители работали на заводе.
Окончив Мотовилихинскую музыкальную школу, Крылатов поступил в Пермское музыкальное училище. Продолжил образование в Московской государственной консерватории (МГК, 1953—1959), где учился на двух факультетах: по классу сочинения у профессора М. И. Чулаки и по классу фортепиано у В. А. Натансона. Крылатов учился с такими в будущем видными музыкантами, как Альфред Шнитке, Алемдар Караманов, Эдуард Лазарев.
Среди дипломных работ Евгения Крылатова — фортепианный концерт, «Памирское каприччио», балет «Цветик-семицветик», который в 1965 году был поставлен в Большом театре и шёл на его сцене в течение 5 лет. В этот период композитор активно работал в драматическом театре, его произведения стали звучать по радио. Он написал музыку к спектаклям из «золотого фонда» театрального репертуара: «Недоросль» и «Горе от ума» в Малом театре, «Ревизор» в Рижском театре русской драмы, «Ромео и Джульетта» и др.
Крылатов умер 8 мая 2019 года в Москве от двусторонней пневмонии на 86-м году жизни, похоронен на Митинском кладбище Москвы рядом с супругой (участок № 56А).

## Творчество

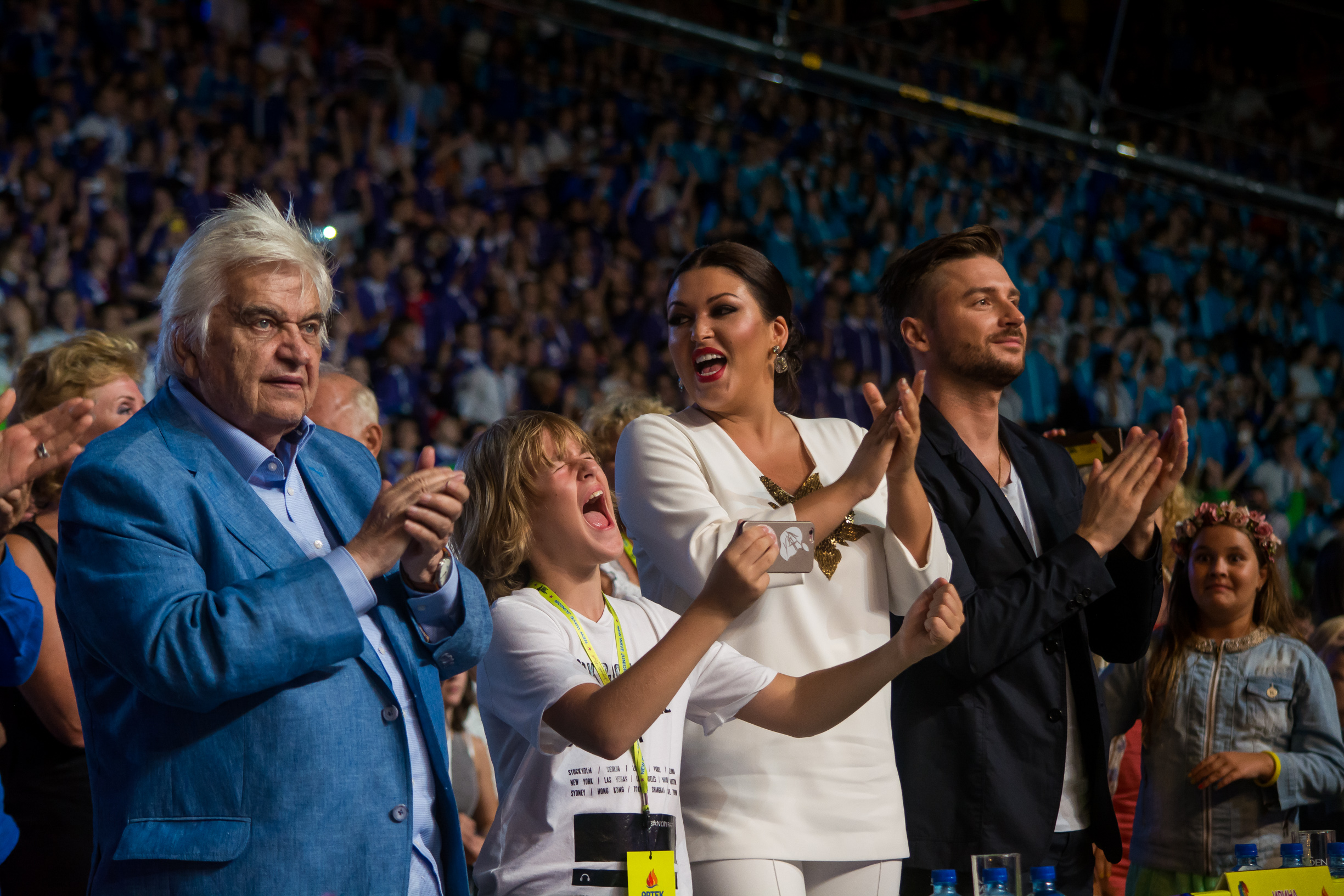
Евгений Крылатов, Ирина Дубцова и Сергей Лазарев в жюри Детской Новой волны 2016

Евгением Крылатовым создано большое количество сочинений в разных жанрах: симфоническая, камерная, эстрадная музыка, музыка для драматического театра, радио и телевидения. Но особенно плодотворно его творчество в кинематографе.
Началом его широкой композиторской известности стала музыка к мультипликационным фильмам «Умка» (1969, режиссёры В. Попов и В. Пекарь) со знаменитой «Колыбельной медведицы» и «Дед Мороз и лето» (режиссёр В. Караваев); кинофильмам «О любви» (1970, режиссёр М. Богин), «Достояние республики» (1971, режиссёр В. С. Бычкова), «Ох уж эта Настя!» (1971, режиссёр Ю. С. Победоносцев). С тех пор Крылатов на протяжении 25 лет был одним из самых востребованных композиторов советского и российского кинематографа, написал музыку к художественным картинам: «И тогда я сказал нет…» (1973, режиссёр П. О. Арсенов), «Ищу человека» (1973, режиссёр М. Богин), «Не болит голова у дятла» (1974, режиссёр Д. К. Асанова), «Смятение чувств» (1977, режиссёр П. О. Арсенов), «И это всё о нём» (1977, режиссёр И. Шатров), «С любимыми не расставайтесь» (1979, режиссёр П. О. Арсенов), «Приключения Электроника» (1979, режиссёр К. Бромберг), «Гостья из будущего» (1985, режиссёр П. О. Арсенов), «Лиловый шар» (1987, режиссёр П. О. Арсенов), «Не покидай» (1989, режиссёр Л. А. Нечаев), «Когда опаздывают в ЗАГС…» (1991, режиссёр — Виталий Макаров), «Первый мост» (1995, режиссёр Р. Пуйя), «Дети понедельника» (1997, режиссёр А. И. Сурикова), мультипликационной трилогии «Простоквашино» (режиссёр В. Попов) и многим другим. Крылатов является автором музыки к более чем к 140 фильмам — документальным, художественным и мультипликационным. Помимо широко известных фильмов, в творческом багаже Крылатова есть картины, которые особенно дороги композитору. Среди них советско-болгарский художественный фильм «Русалочка», снятый в 1976 году режиссёром Владимиром Бычковым.
Успех «Песенки о шпаге», исполненной Андреем Мироновым в фильме «Достояние республики», продолжили «Лесной олень» из картины «Ох уж эта Настя!», «Ольховая серёжка» («И это всё о нём»), «Крылатые качели» («Приключения Электроника»), «Три белых коня» («Чародеи»), «Прекрасное далёко» («Гостья из будущего»). Лучшие произведения композитора собраны на дисках «Крылатые качели» (1994), «Люблю тебя» (1996), «Чародеи и другие» (2001), «Лесной олень и другие» (2003), «Гостья из будущего и другие…» (2003), «Серёжка ольховая» (2003), «Прекрасное далёко (2)» (2003), «Всемирная музыкальная история» (2006), «Grand Collection» (2010), и другие.
Телевизионный сериал «И это всё о нём» — первая совместная работа Евгения Крылатова и поэта Евгения Евтушенко. Помимо Евтушенко, Крылатов сотрудничал со многими известными поэтами — Беллой Ахмадулиной, Робертом Рождественским, Леонидом Дербенёвым, Игорем Шафераном, Ильёй Резником, Михаилом Пляцковским. С Юрием Энтиным написано более 70 песен. Среди песен, написанных композитором, — детская молитва «Господи, помилуй!», «Спаси и сохрани» (слова А. Сухановой).
Композитором написана музыка к фильмам «Сверчок за очагом» (режиссёр Л. А. Нечаев, слова песен Ю. С. Энтина), «Под полярной звездой I», «Под полярной звездой II» (режиссёр М. Воронков, слова песен Е. Евтушенко), «Колхоз интертейнмент» (режиссёр М. Воронков), «Маленький боец», «Зорка Венера» (Звезда Венера), «Бальное платье (Платье для Золушки)» (все — режиссёр М. Касымова), «Дюймовочка» (режиссёр Л. А. Нечаев, слова песен — Ю. С. Энтина), песни «Будь со мною», «В старом замке» (слова Ю. С. Энтина). Музыка к детскому образовательному телефильму «Садовник 2» (2009, режиссёр А. Самсонов), телесериалу «Аннушка» (2009, режиссёр Сергей Никоненко).

## Семья
Супруга — Севиль Сабитовна Крылатова (28 января 1936—28 мая 2014), юрист (сестра композитора Алемдара Сабитовича Караманова). Похоронена на Митинском кладбище Москвы рядом с супругом (участок № 56А).
- Сын — Павел Евгеньевич Крылатов (род. 1958), киносценарист, автор сценариев к фильмам «Бабник», «Поворот ключа» и др.

- Дочь — Мария Евгеньевна Крылатова (1965 — 29 октября 2020), музыковед[7], окончила Московскую консерваторию, занималась преподавательской деятельностью. Посвятила себя изучению христианства, являлась автором сборника сказок, притч, афоризмов, стихов «Ключи от царства»[7]. Перед смертью находилась в психиатрической больнице. Похоронена на Митинском кладбище Москвы (участок № 56А).

Жил в квартире на улице Чаянова в Тверском районе Москвы.

## Музыка к фильмам
- 1956 — Мы здесь живем (совместно с А. С. Зацепиным)
- 1961 — Совершенно серьёзно (совместно с А. С. Зацепиным)
- 1961 — Жизнь сначала
- 1962 — Капитаны голубой лагуны
- 1966 — Нужный человек (совместно с А. С. Зацепиным)
- 1966 — Такой большой мальчик
- 1966 — Великие клоуны
- 1967 — Лето 1943 года
- 1968 — Цветик-семицветик
- 1968 — Последний угон
- 1968 — Сказы Уральских гор
- 1969 — Рудольфио
- 1969 — Мой папа — капитан
- 1970 — О любви
- 1971 — Озарение
- 1972 — Ох уж эта Настя!
- 1972 — Золотое крыльцо
- 1972 — Ты враг или друг?
- 1972 — Кочующий фронт
- 1972 — Достояние республики
- 1973 — Ищу человека
- 1973 — Тёща
- 1974 — Валькины паруса
- 1974 — Ещё можно успеть
- 1974 — Весёлый калейдоскоп
- 1974 — Не болит голова у дятла
- 1974 — И тогда я сказал — нет…
- 1975 — Надежный человек
- 1975 — Белая дорога
- 1975 — Шторм на суше
- 1975 — Меняю собаку на паровоз
- 1976 — Русалочка
- 1976 — Вкус халвы
- 1976 — Только вдвоём
- 1977 — И это всё о нём
- 1977 — Риск — благородное дело
- 1977 — Цветы для Оли
- 1977 — Четвёртая высота
- 1977 — Смятение чувств
- 1977 — Кольца Альманзора
- 1977 — Беда
- 1977 — Есть идея!
- 1977 — Будёновка
- 1977 — Горе от ума
- 1977 — Предательница
- 1978 — Только каплю души
- 1978 — Конец императора тайги
- 1978 — Однофамилец
- 1979 — Акванавты
- 1979 — Приключения Электроника
- 1979 — С любимыми не расставайтесь
- 1979 — Циркачонок
- 1979 — Мой первый друг
- 1979 — Гонка с преследованием
- 1980 — Крупный разговор
- 1980 — Назначение
- 1981 — Честный, умный, неженатый…
- 1981 — Право на выстрел
- 1981 — В небе «ночные ведьмы»
- 1981 — Ночь председателя
- 1981 — Остаюсь с вами
- 1982 — Чародеи
- 1982 — Я вас дождусь
- 1982 — Суббота и воскресенье
- 1982 — Серебряное ревю
- 1983 — Без особого риска
- 1983 — Родителей не выбирают
- 1983 — Приказано взять живым
- 1983 — Талисман
- 1984 — Гостья из будущего («Прекрасное далёко»)
- 1984 — Егорка
- 1984 — Предел возможного
- 1984 — Не шуршать!
- 1984 — Осенний подарок фей
- 1984 — Пока не выпал снег…
- 1985 — Не ходите, девки, замуж
- 1985 — Координаты смерти
- 1986 — Первый парень
- 1986 — Осенняя встреча
- 1987 — Лиловый шар
- 1987 — Чехарда
- 1987 — Акселератка
- 1987 — Раз на раз не приходится
- 1987 — Недоросль
- 1989 — Не покидай
- 1989 — Право на прошлое
- 1990 — Потерпевший
- 1990 — Мир в другом измерении
- 1991 — Игра на миллионы
- 1991 — Когда опаздывают в ЗАГС…
- 1991 — Оружие Зевса
- 1992 — Выстрел в гробу
- 1992 — Большой капкан, или Соло для кошки при полной луне
- 1993 — Бравые парни
- 1993 — Аукцион
- 1993 — Трам-тарарам, или Бухты-барахты
- 1993 — Наш пострел везде поспел
- 1993 — Золотой цыплёнок
- 1993 — Сокровище моей семьи
- 1994 — Волшебник Изумрудного города
- 1994 — Хаги-Траггер
- 1995 — Гераковы
- 1995 — Первый мост (другое название — «Разрушенные мосты»)
- 1996 — Агапэ
- 1997 — Дети понедельника
- 1997 — Чёрный океан
- 1997 — Сладкая сказка
- 1998 — Горячая точка
- 1998 — Маленький боец
- 2000 — Зорка Венера
- 2001 — Сверчок за очагом
- 2001 — Под Полярной звездой
- 2001 — Женская логика
- 2001 — Хозяин империи
- 2002 — Интимная жизнь Севастьяна Бахова
- 2003 — Бальное платье
- 2003 — Колхоз Интертейнмент
- 2004 — Золотая голова на плахе
- 2004 — Женская логика 4
- 2005 — Дополнительное время
- 2005 — Две луны
- 2006 — Дюймовочка
- 2008 — Мой бедный Марат
- 2009 — Аннушка
- 2009 — Садовник 2
- 2010 — А мама лучше!
- 2010 — Три женщины Достоевского
- 2012 — Сказка. Есть
- 2013 — Белый танец
- 2018 — Братство Маргариты
- 2019 — Новогодний ремонт[10]

## Музыка к мультфильмам
- 1963 — Следопыт (совместно с А. С. Зацепиным)
- 1966 — Я жду птенца (совместно с А. С. Зацепиным)
- 1967 — Растрёпанный воробей (совместно с А. С. Зацепиным)
- 1967 — Честное крокодильское (совместно с А. С. Зацепиным)
- 1968 — Случилось это зимой
- 1968 — Фильм, фильм, фильм (совместно с А. С. Зацепиным)
- 1969 — Дед Мороз и лето
- 1969 — Умка
- 1970 — Обезьяна с острова Саругасима
- 1970 — Опасные искры
- 1970 — Приключения Огуречика
- 1970 — Умка ищет друга
- 1970 — Хочу так!
- 1971 — Мячик и мальчик
- 1971 — Три банана
- 1972 — Заветная мечта
- 1972 — Не спеши
- 1972 — Ты враг или друг?
- 1973 — Кем быть?
- 1973 — Митя и Микробус
- 1973 — Мы с Джеком
- 1973 — Сокровища затонувших кораблей
- 1974 — Сказка за сказкой
- 1975 — Верните Рекса
- 1975 — Радуга
- 1976 — О том, как гном покинул дом
- 1976 — Почтовая рыбка
- 1978 — Трое из Простоквашино
- 1980 — Каникулы в Простоквашино
- 1981 — Приключения Васи Куролесова
- 1982—1984 — Бюро находок
- 1982 — Филипок
- 1983 — От двух до пяти
- 1984 — Зима в Простоквашино
- 1985 — Мы с Шерлоком Холмсом
- 1986 — Академик Иванов
- 1996 — Королевская игра
- 1996 — Лягушка-путешественница
- 2010 — Весна в Простоквашино

## Песни
- «Песенка Урри» — исп. Николай Караченцов
- «Мы — маленькие дети» — исп. Елена Камбурова
- «До чего дошёл прогресс…» — исп. Елена Камбурова
- «Крылатые качели» — исп. Большой детский хор Всесоюзного радио и Центрального телевидения (солистка — Таня Мелехина)
- «Грустная песенка Сыроежкина» — исп. Елена Камбурова
- «Песня игрушек» — исп. младшая группа Большого детского хора
- «Это что же такое…» — исп. Елена Камбурова
- «Это знает всякий» — исп. Большой детский хор Всесоюзного радио и Центрального телевидения (солист — Костя Елисеев)
- «Песенка Стампа» — исп. Владимир Басов
- «Бьют часы на старой башне» — исп Большой детский хор Всесоюзного радио и Центрального телевидения (солистка — Ольга Королькова)
- «Ты — человек» исп. Елена Шуенкова
- «Прекрасное далёко» исп. трио «Меридиан», Большой детский хор Всесоюзного радио и Центрального телевидения *солистка — Ольга Королькова
- «Песенка о снежинке» — исп. Ольга Рождественская и ВИА «Добры молодцы», Дмитрий Маликов и группа «Дайкири»
- «Три белых коня» — исп. Лариса Долина, Сергей Захаров, ВИА «Сердца четырёх»
- «Лесной олень» — исп. Аида Ведищева, Валерия
- «Колыбельная медведицы» — исп. Аида Ведищева
- «Кабы не было Зимы» — исп. Валентина Толкунова
- «Песня Матроскина» — исп. Олег Табаков
- «Песенка о шпаге» — исп. Андрей Миронов
- «Песенка о лете» исп. детский хор «Лучик»

## Дискография
- 1994 — «Крылатые качели»
- 1996 — «Люблю тебя»
- 2001 — «Чародеи и другие»
- 2003 — «Лесной олень и другие»
- 2003 — «Гостья из будущего и другие…»
- 2003 — «Сережка ольховая»
- 2003 — «Прекрасное далёко (2)»
- 2003 — «Приказано взять живым»[11]
- 2006 — «Всемирная музыкальная история»
- 2010 — «Grand Collection»

## Награды и премии

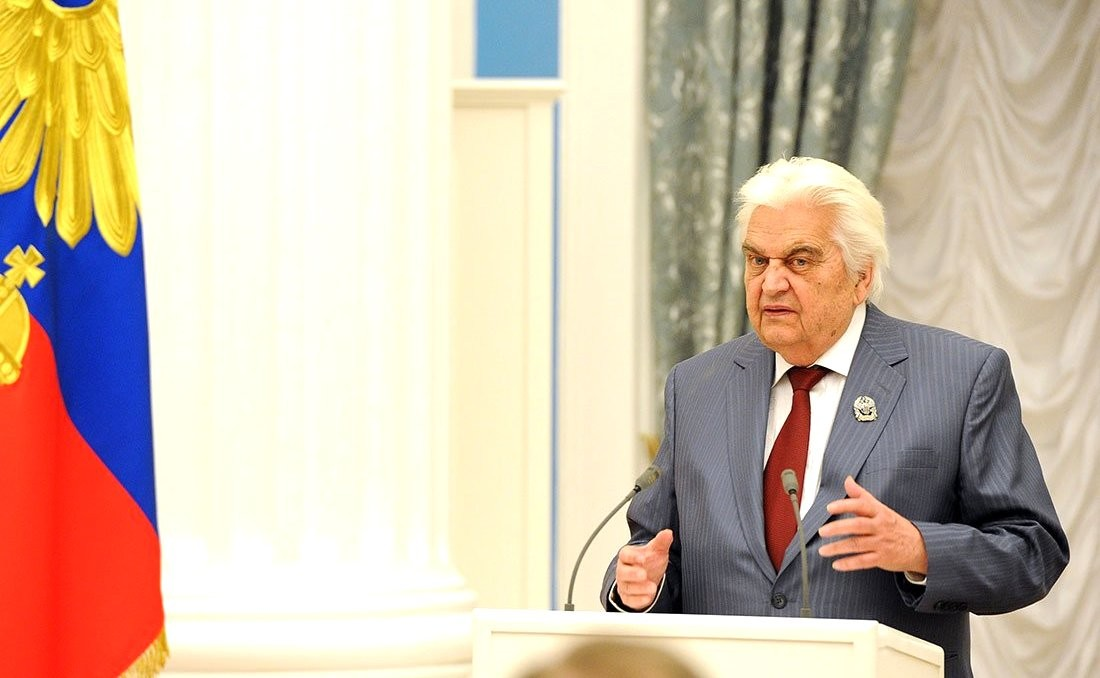
Премия президента Российской Федерации в области литературы и искусства за произведения для детей и юношества (24 марта 2015 г.)

- Государственная премия СССР в области литературы, искусства и архитектуры (28 октября 1982) — за телевизионный художественный фильм «Приключения Электроника»[12]
- Премия Ленинского комсомола (1987) — за создание произведений для детей и юношества и эстетическое воспитание молодёжи
- Заслуженный деятель искусств РСФСР (26 января 1989) — за заслуги в области советского искусства[13]
- Народный артист Российской Федерации (1 декабря 1994) — за большие заслуги в области искусства[14]
- Премия города Москвы в области литературы и искусства (4 августа 2003) — за большие заслуги в создании высокохудожественных произведений для детей и юношества и пропаганду детского художественного творчества[15]
- Почётный гражданин Пермской области (16 декабря 2004) — за большой вклад в развитие культуры и искусства, воспитание подрастающего поколения'[16]
- Почётная грамота Московской городской Думы (18 февраля 2004) — за заслуги перед городским сообществом[17]
- Памятный знак на «Площади звезд» (19 февраля 2004)[18]
- Почётная грамота Правительства Москвы (3 марта 2009) — за большой вклад в развитие музыкального искусства, активную общественную деятельность и в связи с 75-летием со дня рождения[19]
- Гранд-премия «КиноВатсон» (2009)[20].
- Орден Почёта (2 июня 2010) — за заслуги в развитии отечественной культуры и искусства, многолетнюю плодотворную деятельность[21]
- Премия Президента Российской Федерации в области литературы и искусства за произведения для детей и юношества (24 марта 2015) — за вклад в развитие отечественного музыкального искусства, эстетическое и нравственное воспитание подрастающего поколения[22]
- Премия Дружбы народов «Белые журавли России» с вручением одноимённого ордена (2016)[23]